# الن دین فاستر
اَلن دین فاستر (انگلیسی: Alan Dean Foster؛ زادهٔ ۱۸ نوامبر ۱۹۴۶) یک نویسنده، پدیدآور و رمان‌نویس اهل ایالات متحده آمریکا است.
وی نویسنده پیشتازان فضا: فیلم می‌باشد.